# Antoni Augustyn Deboli
Antoni Augustyn Deboli herbu własnego (ur. 1747 w Siemnicach – zm. 1810 w Dzierążni) – chorąży nadworny koronny od 1784 roku, minister pełnomocny króla Stanisława Augusta Poniatowskiego na dworze cesarzowej Katarzyny II w Petersburgu (1788–1792), jako dyplomata działał w Petersburgu już od roku 1767.

## Życiorys
Był uczniem Szkoły Rycerskiej w latach 1766–1767.
Deboli był zwolennikiem zrzucenia przez Rzeczpospolitą protektoratu rosyjskiego. W 1792 r. został wydalony z Rosji (w roku 1795 ponownie).
W okresie Sejmu Czteroletniego nakłaniał króla do uniezależnienia się od Rosji. Podczas insurekcji kościuszkowskiej był członkiem Rady Najwyższej Narodowej. Został pochowany w podziemiach kościoła we wsi Dzierążnia.
W 1780 został kawalerem Orderu Świętego Stanisława.